# Ивайловград (община)
Ивайловград (болг. Община Ивайловград) — община в Болгарии. Входит в состав Хасковской области. Население составляет 9670 человек (на 21.07.05 г.).
Площадь территории общины — 820 км², высота над уровнем моря от 70 м до 700 м.
Кмет (мэр) общины — Стефан Иванов Танев (коалиция партий: Болгарская социалистическая партия, Болгарская социал-демократия, Земледельческий союз Александра Стамболийского, политический клуб «Фракия», объединённый блок труда) по результатам выборов.

## Состав общины
В состав общины входят следующие населённые пункты:
1. Бели-Дол
2. Белополци
3. Белополяне
4. Ботурче
5. Брусино
6. Бубино
7. Бялградец
8. Ветрушка
9. Вис
10. Глумово
11. Горно-Луково
12. Горноселци
13. Горско
14. Гугутка
15. Долно-Луково
16. Долноселци
17. Драбишна
18. Железари
19. Железино
20. Ивайловград
21. Казак
22. Камилски-Дол
23. Карловско
24. Кобилино
25. Кондово
26. Конници
27. Костилково
28. Ламбух
29. Ленско
30. Мандрица
31. Меден-Бук
32. Нова-Ливада
33. Одринци
34. Орешино
35. Пашкул
36. Планинец
37. Плевун
38. Покрован
39. Попско
40. Пыстроок
41. Розино
42. Сборино
43. Свирачи
44. Сив-Кладенец
45. Славеево
46. Соколенци
47. Хухла
48. Черни-Рид
49. Черничино
50. Чучулига